# Lucy (Seine-Maritime)
Lucy település Franciaországban, Seine-Maritime megyében. Lakosainak száma 181 fő (2022. január 1.). Lucy Baillolet, Clais, Fesques, Ménonval, Mesnières-en-Bray, Neufchâtel-en-Bray és Saint-Martin-l’Hortier községekkel határos.

## Népesség
A település népességének változása:
| Lakosok száma | 168  | 179  | 186  | 189  | 192  | 196  | 191  | 186  | 181  |
|               | 2013 | 2015 | 2016 | 2017 | 2018 | 2019 | 2020 | 2021 | 2022 |